# Macronemurus loranthe
Macronemurus loranthe är en insektsart som beskrevs av Banks 1911. Macronemurus loranthe ingår i släktet Macronemurus och familjen myrlejonsländor. Inga underarter finns listade i Catalogue of Life.